# ソウル江西警察署
ソウル江西警察署（ソウルカンソけいさつしょ）は、ソウル地方警察庁所管の警察署である。

## 管轄区域
- 江西区

## 沿革
- 1977年2月25日 - 開所。永登浦警察署が所管していた10派出所を編入
- 1980年5月3日　-　九老警察署に5派出所を移管
- 2001年12月27日 - ソウル江西警察署に改称

## 管轄地区隊
- 禾谷地区隊
- コムダルレ地区隊
- 空港地区隊
- カチ山地区隊
- 加陽地区隊

## 管轄派出所
- 塩倉派出所
- 登村2派出所
- 禾谷3派出所
- 鉢山派出所
- 傍花3派出所